# R6 (Azerbeidzjan)
De R6 is een weg in Azerbeidzjan, de weg loopt van het plaatsje H.Z. Tağıyev naar de plaats Sahil. De weg is 40 kilometer lang.